# Sarsia erythrops
Sarsia erythrops är en nässeldjursart som beskrevs av Romanes 1876. Sarsia erythrops ingår i släktet Sarsia och familjen Corynidae. Inga underarter finns listade i Catalogue of Life.